# Ponte dell'Isola dei pappagalli
Il ponte di Yingwuzhou (in cinese:  鹦鹉洲长江大桥) tradotto in italiano come ponte dell'Isola dei pappagalli (dal nome dell'isola fluviale nelle vicinanze), è un ponte sospeso sul fiume Azzurro della città di Wuhan, metropoli cinese capoluogo della provincia dell'Hubei. Con una lunghezza complessiva di 2100 metri, si tratta del più lungo ponte della città.

## Descrizione
Si tratta di un ponte sospeso ad uso stradale che consta di due campate lunghe 850 metri, che rendono questo ponte uno dei ponti sospesi a campate consecutive più lunghi del mondo. Costato circa 3 miliardi di Yuan (poco più di 400 milioni di Euro), l'opera è stata costruita tra il 2011 e il 28 dicembre 2014, giorno in cui è stato aperto al traffico, collegando così i distretti di Hanyang e Wuchang a circa 2 km a monte rispetto al Primo ponte.
L'infrastruttura ospita le sei corsie (3 per direzione) della seconda strada circolare di Wuhan.
Come si può notare dalle immagini, il ponte ha una caratteristica verniciatura arancione, simile al Golden Gate di San Francisco.

## Galleria d'immagini

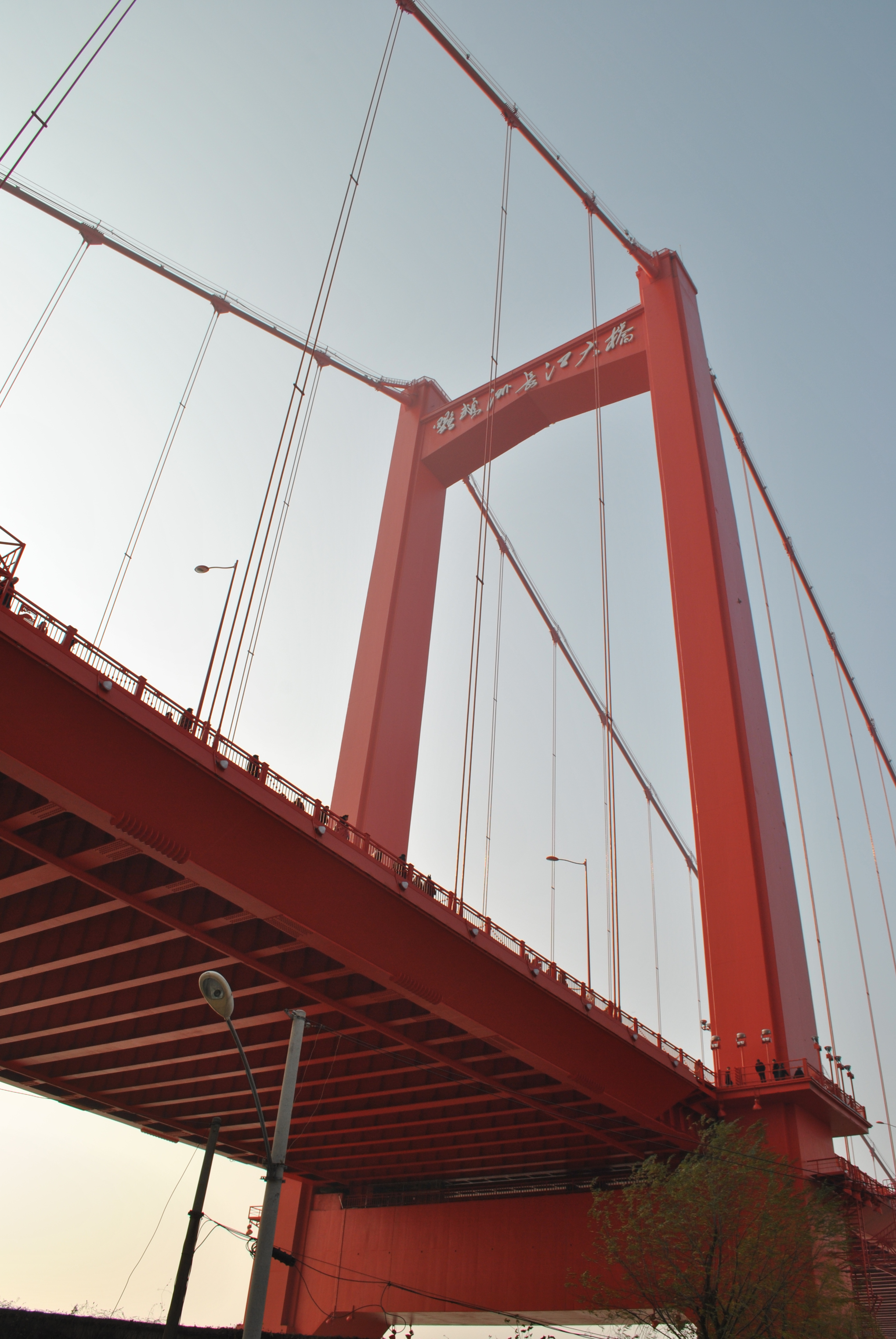
Particolare di un pilone